# 포르투갈 U-17 축구 국가대표팀
포르투갈 U-17 축구 국가대표팀(포르투갈어: Seleção Portuguesa de Futebol Sub-17)은 포르투갈을 대표하는 17세 이하의 축구 국가대표팀으로, 포르투갈의 축구 관리 기관인 포르투갈 축구 연맹의 관리를 받는다. UEFA U-17 축구 선수권 대회에 11번 참가해 2003년과 2016년 우승을 차지했으며, FIFA U-17 월드컵에는 3번 참가해 1989년에 3위를 기록했다.